# Diadegma villosulum
Diadegma villosulum là một loài tò vò trong họ Ichneumonidae.